# Irma Zwartkruis
Irma Zwartkruis (21 maart 1958) is een Nederlandse triatlete. Zij werd tweemaal Nederlands kampioene triatlon op de lange afstand. Ook won ze vijfmaal een medaille bij een Europees kampioenschap.
Haar vader, Jan Zwartkruis, was bondscoach van het Nederlands voetbalelftal. Zij is getrouwd met triatleet Ben van Zelst, die ze ontmoette tijdens een triatlon. Geïnspireerd door beelden van Julie Moss in 1982 is ze begonnen met het doen van triatlons. In 1987 deed ze voor het eerst mee aan de hele triatlon van Almere. Ze lag toen op koppositie in de wedstrijd, maar moest het looponderdeel staken, omdat ze bloed begon op te geven. Achteraf bleek dit te wijten aan vochttekort.
Ze wilde heel graag Almere een keer winnen en begon in 1988 samen met haar man meer combi-trainingen te doen. Dit zorgde ervoor dat ze in datzelfde jaar samen de wedstrijd wonnen.
In 1991 heeft ze een punt achter haar sportcarrière gezet.

## Titels
- Nederlands kampioene triatlon op de lange afstand - 1988, 1989
- Nederlands kampioene triatlon op de olympische afstand - 1986, 1988

## Erelijst

### Triatlon (olympische afstand)
- 1989: 10e EK olympische afstand (Cascais) - 2:26.46

### Triatlon (middenafstand)
- 1986:  EK middenafstand (Brasschaat) - 4:36.24
- 1987:  EK middenafstand (Roth) - 4:32.41
- 1987:  triatlon van Veenendaal - 4:52.29
- 1988:  EK middenafstand (Stein) - 4:18.54

### Triatlon (lange afstand)
- 1987:  EK lange afstand (Joroinen) - 10:05.02
- 1987:  triatlon van Stein
- 1988:  NK lange afstand (Almere) - 9:54.42
- 1989:  EK lange afstand (Rødekro) - 9:36.33
- 1989:  NK lange afstand (Almere) - 9:22.44
- 1989:  triatlon van Stein
- 1990: 10e Ironman Hawaï - 10:17.21
- 1991: 4e Ironman New Zealand
- 1991:  Ironman Europe in Roth
- 1991: 12e Ironman Hawaï - 10:02.27